# Степанов, Владимир Васильевич (тренер)
Владимир Васильевич Степанов (укр. Володимир Васильович Степанов; 20 августа 1935, Мариуполь — 15 августа 2022, Черновцы) — советский и украинский спортсмен и тренер; Заслуженный тренер Украины.

## Биография
Родился 20 августа 1935 года в Мариуполе Донецкой области Украинской ССР в семье военных.
В 1939 году вместе с родителями переехал в Белоруссию.  В начале Великой Отечественной войны остался сиротой и жил в детском доме. Окончил ремесленное училище в Гродненской области, а затем — Ленинградский техникум физкультуры и Львовский институт физкультуры.
Легкой атлетикой начал заниматься в 1952 году — бегал стайерские дистанции. Был победителем юношеского первенства Белорусской ССР 1953 (1500 м), также был призёром соревнований центрального совета общества «Спартак». В 1961 году переехал в город Черновцы. Один год проработал тренером в спортивном обществе «Авангард», а затем перешел в ДСО «Спартак». Занялся тренерской деятельностью, став одним из лучших тренеров края.
С 1979 по 1987 годы Степанов работал во Львове, с 1987 по 1997 годы — в Гродно (Белоруссия), где его ученица Людмила Губкина (метание молота) впоследствии заняла 6-е место на Олимпиаде-2000 в Сиднее. В 1997 году вернулся в Черновцы, чему поспособствовал заслуженный тренер Украины Георгий Васильевич Кирил. Однако тренерскую работу с 1998 года продолжил в городе Новоселица в местной ДЮСШ.
За время работы в Новоселице подготовил 12 спортсменов первого разряда, 5 кандидатов в мастера спорта, 2 мастера спорта. Всего же за свою жизнь он вырастил около 100 перворазрядников, 35 кандидатов в мастера спорта, 12 мастеров спорта, 2 мастера международного класса и одного заслуженного тренера Украины — Дениса Тищука.
В числе его воспитанников:
- Сергей Сенюков — мастер спорта международного класса, который в 1976 году выиграл зимний чемпионат Европы по прыжкам в высоту и занял 5-е место на Олимпийских играх в Монреале;
- Татьяна Цуканова — прыгунья в высоту, личное достижение 185 см;
- Наталья Лупу — многократный призёр чемпионатов мира и Европы;
- Богдан Столярчук — соавтор юниорского рекорда Украины на дистанции 400 м и в составе сборной в эстафете 4 х 400 м.
- Михаил Яворский — участник чемпионата мира в 2013 году, многоразовый[уточнить] чемпион украины.